# Cayo Calvisio Sabino
Cayo o Gayo Calvisio Sabino  fue un político y militar romano de la república tardía que ocupó el consulado en 39 a. C. junto a Lucio Marcio Censorino.

## Carrera política
Era uno de los legados de Julio César en la guerra civil. Fue enviado por este a Etolia en 48 a. C., donde obtuvo la posesión de la totalidad del país. Apiano relata que fue derrotado por Metelo Escipión en Macedonia, pero esta afirmación no es compatible con el relato del propio César.
En el año 45 a. C. recibió la provincia de África de César. Después de haber sido elegido pretor en 44 a. C., obtuvo de Marco Antonio el gobierno de la provincia de África de nuevo. Cicerón señala que Sabino no podría ser más afortunado, ya que él acababa de llegar de África, dejando tras de sí dos legados en Útica, como si hubiera adivinado que pronto iba a volver. Esto sin embargo no ocurrió, ya que el Senado, después de la partida de Antonio a Módena, confiere la gobernación de África a Publio Cornificio.
Sabino fue cónsul en 39 a. C. Con su colega consular, Lucio Marcio Censorino, fueron los únicos senadores que intentaron defender a Julio César cuando este era apuñalado el 15 de marzo de 44 a. C. Posiblemente fue esta la causa que motivó a los triunviros a concederles el consulado.
Al año siguiente, en 38 a. C., mandó la flota de Augusto en la guerra contra Sexto Pompeyo. En conjunto con Menodoro, que había desertado del lado de Pompeyo, luchó contra Menécrates, el almirante de Pompeyo, y sufrió una derrota en la batalla naval de Cumas. Cuando Menodoro se pasó de nuevo al bando de Pompeyo, justo antes del estallido de las hostilidades del año 36 a. C., Sabino fue privado del mando de la flota, ya que no había mantenido suficiente vigilancia sobre el renegado para impedir su fuga. Esto, al menos, es la razón dada por Apiano, pero Augusto tenía seguramente otras razones y decide confiar la conducción de la guerra a Agripa. Es evidente, además, que Sabino no era visto con sospecha por Augusto, pues al final de la guerra le dio la tarea de limpiar Italia de ladrones. Se le menciona también más tarde, poco antes de la batalla de Actium, como uno de los mejores amigos del futuro emperador.
Una inscripción, descrita por Ronald Syme como «una de las más notables inscripciones creadas en honor de un senador romano», elogia a Sabino por su sentido del deber y por su devoción.